# Hacımehmetli, Kadınhanı
Hacımehmetli là một xã thuộc huyện Kadınhanı, tỉnh Konya, Thổ Nhĩ Kỳ. Dân số thời điểm năm 2011 là 374 người.